# Estadio da HCB
Das Estádio da HCB, auch bekannt als Estádio 27 de Novembro, ist ein Fußballstadion in der mosambikanischen Stadt Songo. Es wurde im Süden der Stadt errichtet und hat eine Kapazität von 2000 Zuschauern.
Es wird überwiegend für Fußballspiele genutzt und ist die Heimstätte des Erstligisten UD Songo.
Am 19. Dezember 2009 fand dort das A-Länderfreundschaftsspiel zwischen der mosambikanischen und der malawischen Fußballnationalmannschaft statt. Malawi gewann 0:1.

## Name
Estádio da HCB heißt vollständig Estádio da Hydroelectrica de Cahora Bassa und ist benannt nach der gleichnamigen Talsperre in der Nähe der Stadt Songo. Das Unternehmen, das die Talsperre leitet, ist der Eigentümer des mosambikanischen Erstligisten UD Songo und errichtete die neue Heimspielstätte. Der häufig genutzte Name Estádio 27 de Novembro wurde nach dem Tag benannt, an dem die mehrheitliche Eigentümerschaft des Cahora-Bassa-Staudamms am 27. November 2007 mitsamt seinen hydroelektrischen Anlagen von der portugiesischen Seite an den mosambikanischen Staat ging.